# Viola fluehmannii
Viola fluehmannii Phil. – gatunek roślin z rodziny fiołkowatych (Violaceae). Występuje naturalnie w środkowym i południowym Chile oraz Argentynie (w prowincji Neuquén. 

## Morfologia
PokrójBylina tworząca kłącza.
LiścieBlaszka liściowa ma kształt od owalnego do łyżeczkowatego. Mierzy 3–15 mm długości oraz 2–14 mm szerokości, jest karbowana na brzegu, ma sercowatą nasadę i tępy wierzchołek. Ogonek liściowy jest nagi i ma 2–20 mm długości. Przylistki są równowąskie.
KwiatyPojedyncze, wyrastające z kątów pędów. Mają działki kielicha o lancetowatym kształcie. Płatki są odwrotnie jajowate i mają białą, różową lub fioletową barwę, dolny płatek posiada obłą ostrogę.